# 刈谷市立雁が音中学校
刈谷市立雁が音中学校（かりやしりつ かりがねちゅうがっこう）は、愛知県刈谷市築地町にある公立中学校。
略称は雁中。「かりちゅう」「がんちゅう」と呼ばれることもある。公式サイトのURLはローマ字で「ganchu」表記である。

## 校歌・応援歌・校訓
校歌
- この現在を超えて（このときをこえて）

作詞：清水凡平
作曲：川崎祥悦
- 校歌では珍しい合唱曲である。
- ソプラノ、アルト、テノールの3パートに分かれる。

応援歌
- 今こそ雁中魂

校訓
- 校訓
  - 至誠 … 思いやりと実践力のある生徒(学校生活)
  - 探究 … 心理を追求し、勉学に励む生徒(勉強)
  - 錬磨 … 心と体を鍛え、逞しく生き抜く生徒(部活動)
- 5つの雁が音
  - 緑の雁が音 … 多くの野鳥が訪れるなど、緑に囲まれた環境の中で学習している。
  - 走る雁が音 … 走ることを通して、体力とへこたれない強い心を育てる。
  - 歌う雁が音 … 合唱コンクールでが、クラスの団結力を示す歌声が響き渡る。
  - 奉仕の雁が音 … 年間60日ほど、生徒が有志で地域の奉仕活動をしている。
  - あいさつの雁が音 … コミュニケーションの基本としてあいさつを大切にしている。

## 学区
刈谷市立かりがね小学校、刈谷市立平成小学校、刈谷市立富士松南小学校（一部）の児童の進学先となる。
- 築地町、恩田町、新田町、青山町、一ツ木町、泉田町

## 年表
- 1982年（昭和57年）4月1日 - 刈谷市立富士松中学校から分離して開校[1]。初年度は14学級[1]。
- 1983年（昭和58年）3月8日 - 校歌制定[1]。
- 1984年（昭和59年）9月21日 - 校歌碑建立[1]。
- 1990年（平成2年）3月16日 - 北舎校舎完成[1]。
- 1991年（平成3年）12月7日 - タレントのガッツ石松を講師に招いて創立10周年記念講演[1]。
- 1997年（平成9年）2月27日 - 北舎増築完成[1]。
- 2009年（平成21年）3月 - 北舎増築完成[1]。
- 2011年（平成23年）10月 - タレントの渡部陽一を講師に招いて創立30周年記念講演。

## 部活動

### 運動部
- 野球部
- ソフトボール部
- サッカー部
- 男子ソフトテニス部、女子ソフトテニス部
- 男子バスケットボール部、女子バスケットボール部
- 男子バレーボール部、女子バレーボール部
- 男子水泳部、女子水泳部
- 男子卓球部、女子卓球部
- 男子陸上部、女子陸上部
- 男子剣道部、女子剣道部
- 男子弓道部、女子弓道部

### 文化部
- 美術部
- 吹奏楽部
- 図書広報部
- 科学部

## 年間行事
- 4月 - 入学式、市長杯大会（2・3年）
- 5月 - 観劇会、1学期中間テスト
- 6月 - 修学旅行（3年生）、自然体験学習（1年生）、1学期期末テスト
- 7月 - 選手権大会
- 8月 - 林間学校（2年生）、夏ボラ（刈谷わんさか祭り片付け）
- 9月 - 体育大会
- 10月 - 新人戦大会（1・2年）、2学期中間テスト、合唱コンクール
- 11月 - 文化発表会、福祉実践教室（1年生）、2学期期末テスト
- 12月 - さわやかランニング
- 1月 - 学年末テスト（3年）
- 2月 - 部活動継走大会（1・2年）、予餞会
- 3月 - 卒業式、学年末テスト（1・2年生）、チャレンジウォーク（1年）

## 出身者
- 佐藤信之[2] - 陸上競技選手。シドニー五輪男子マラソン日本代表。
- 前田直樹 - 映画監督。映画「マリッジカウンセラー」監督。